# John Bragg
John Bragg (* 14. Januar 1806 nahe Warrenton, Warren County, North Carolina; † 10. August 1878 in Mobile, Mobile County, Alabama) war ein US-amerikanischer Rechtsanwalt, Richter und Politiker (Demokratische Partei).

## Werdegang
John Bragg besuchte die ansässige Akademie in Warrenton und graduierte dann 1824 an der University of North Carolina at Chapel Hill. Er studierte Jura, bekam 1830 seine Zulassung als Anwalt und fing dann in Warrenton an zu praktizieren. Bragg verfolgte ebenfalls eine politische Laufbahn. Er war zwischen 1830 und 1834 Mitglied im Repräsentantenhaus von North Carolina. Dann zog er 1836 nach Mobile (Alabama), wo er wieder seiner Tätigkeit als Anwalt nachging. Bragg wurde 1842 zum Richter am 10. Gerichtsbezirk ernannt. Ferner war er Mitglied im Repräsentantenhaus von Alabama. Bragg wurde in den 32. US-Kongress gewählt. Er entschied sich 1852 gegen eine Kandidatur in den 33. US-Kongress. Bragg war im US-Repräsentantenhaus vom 4. März 1851 bis zum 3. März 1853 tätig. Danach ging er wieder seiner Tätigkeit als Anwalt nach. Ferner nahm er 1861 als Delegierter an der verfassungsgebenden Versammlung von Alabama in Mobile teil. Bragg starb 1878 in Mobile und wurde dort auf dem Magnolia Cemetery beigesetzt.